# Misje dyplomatyczne Węgier

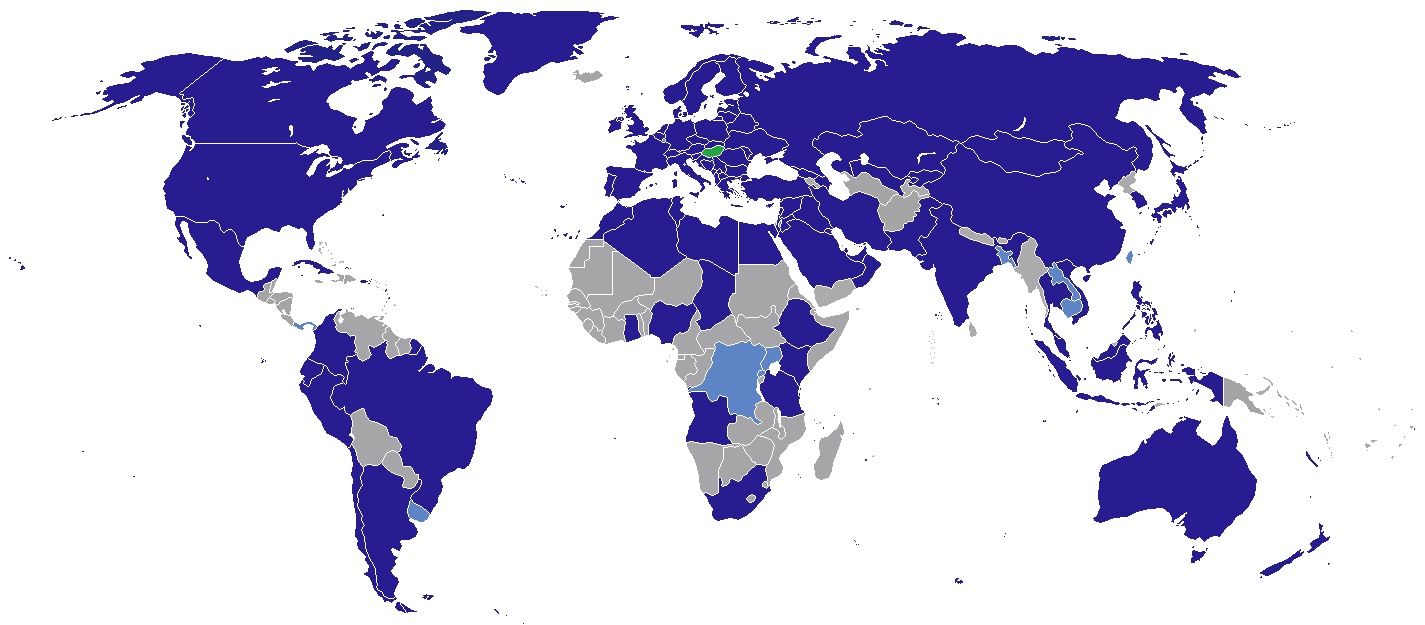
Kraje, w których Węgry mają swoje przedstawicielstwa dyplomatyczne

Misje dyplomatyczne Węgier – przedstawicielstwa dyplomatyczne Węgier przy innych państwach i organizacjach międzynarodowych. Poniższa lista zawiera wykaz obecnych ambasad i konsulatów zawodowych. Nie uwzględniono konsulatów honorowych.

## Europa
- Albania
  - Tirana (ambasada)
- Austria
  - Wiedeń (ambasada)
- Belgia
  - Bruksela (ambasada)
- Białoruś
  - Mińsk (ambasada)
- Bośnia i Hercegowina
  - Sarajewo (ambasada)
- Bułgaria
  - Sofia (ambasada)
- Chorwacja
  - Zagrzeb (ambasada)

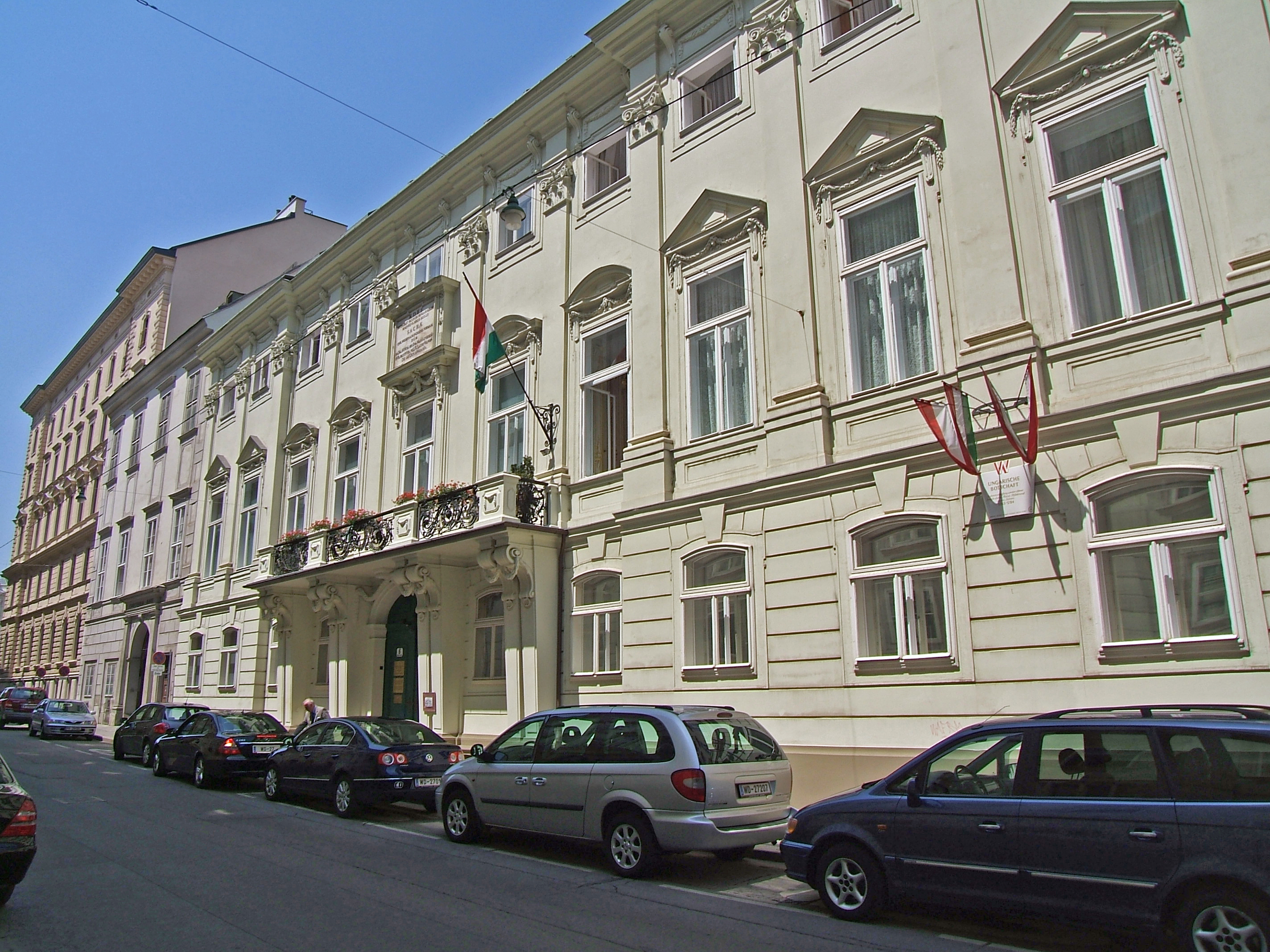
Ambasada Węgier w Wiedniu

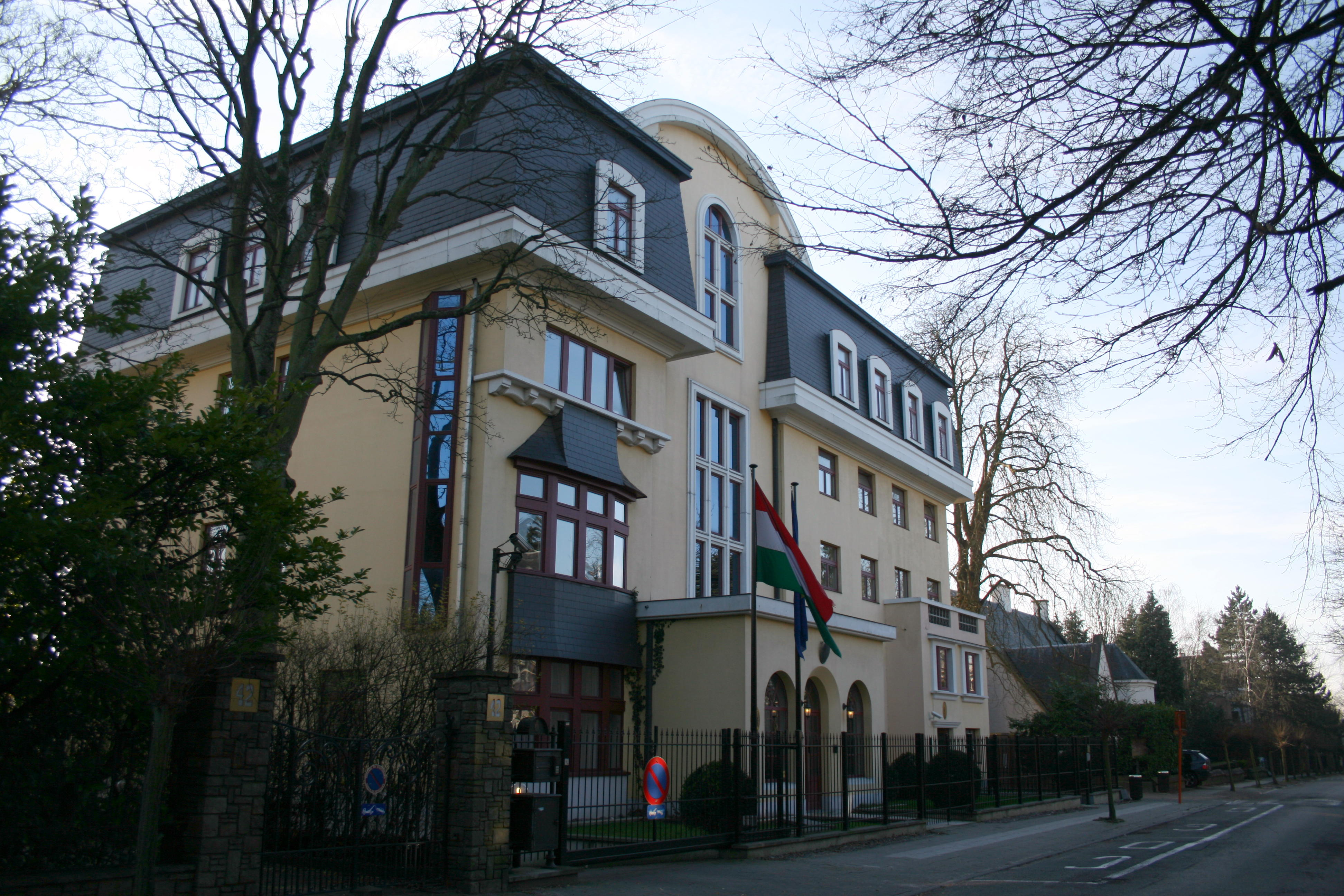
Ambasada Węgier w Brukseli

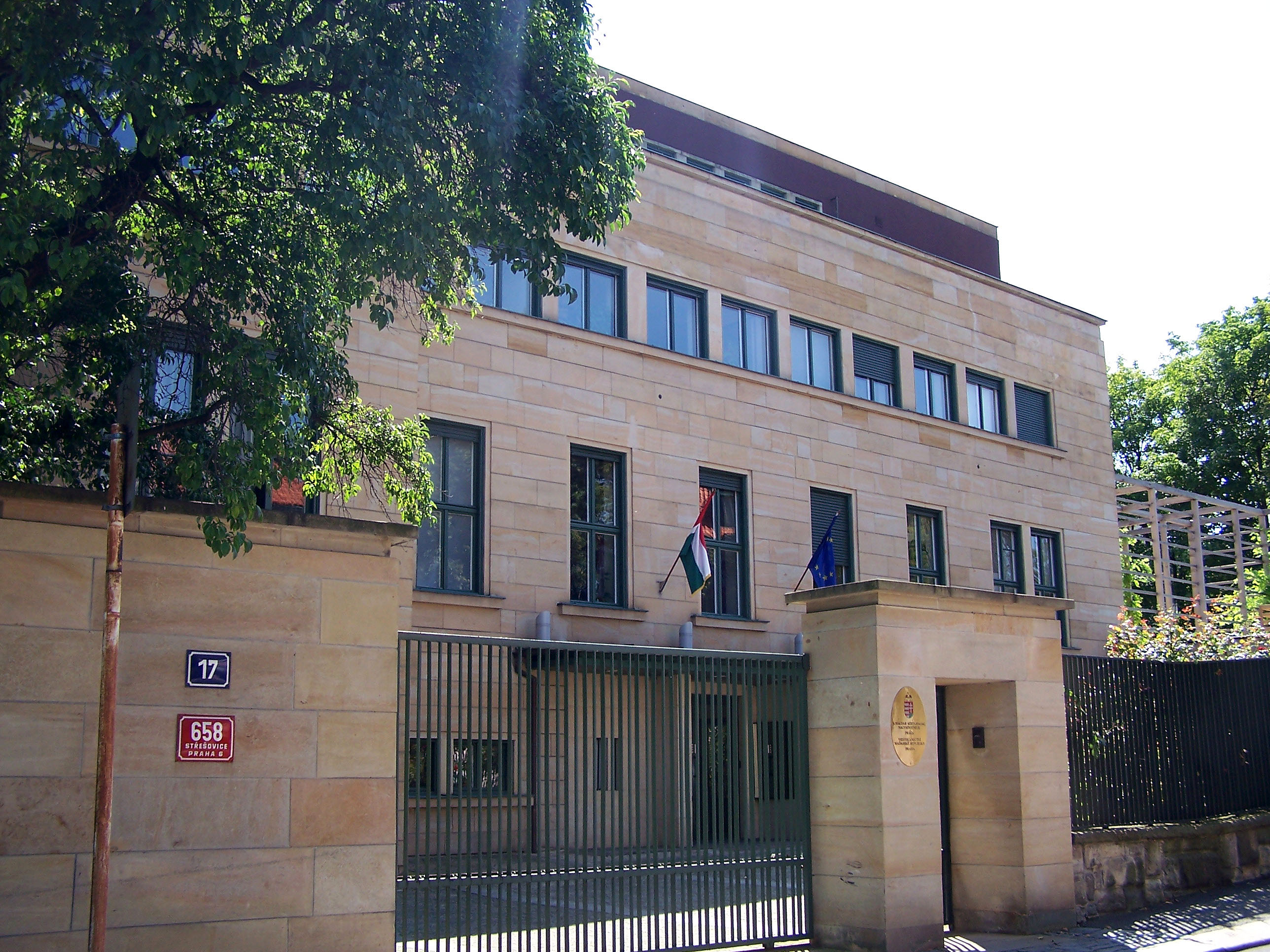
Ambasada Węgier w Pradze

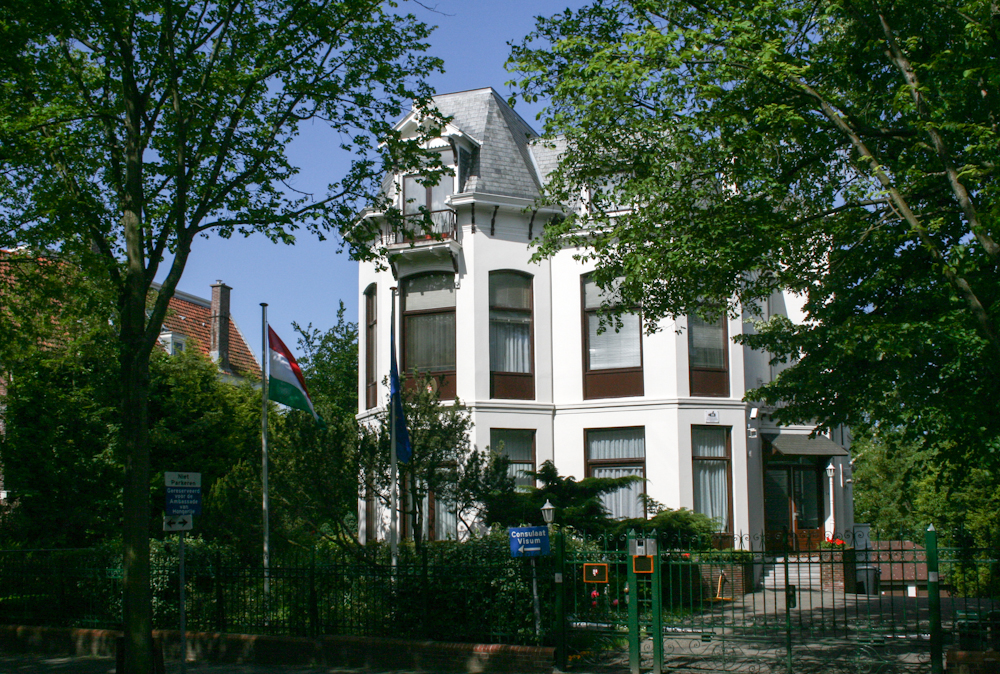
Ambasada Węgier w Hadze

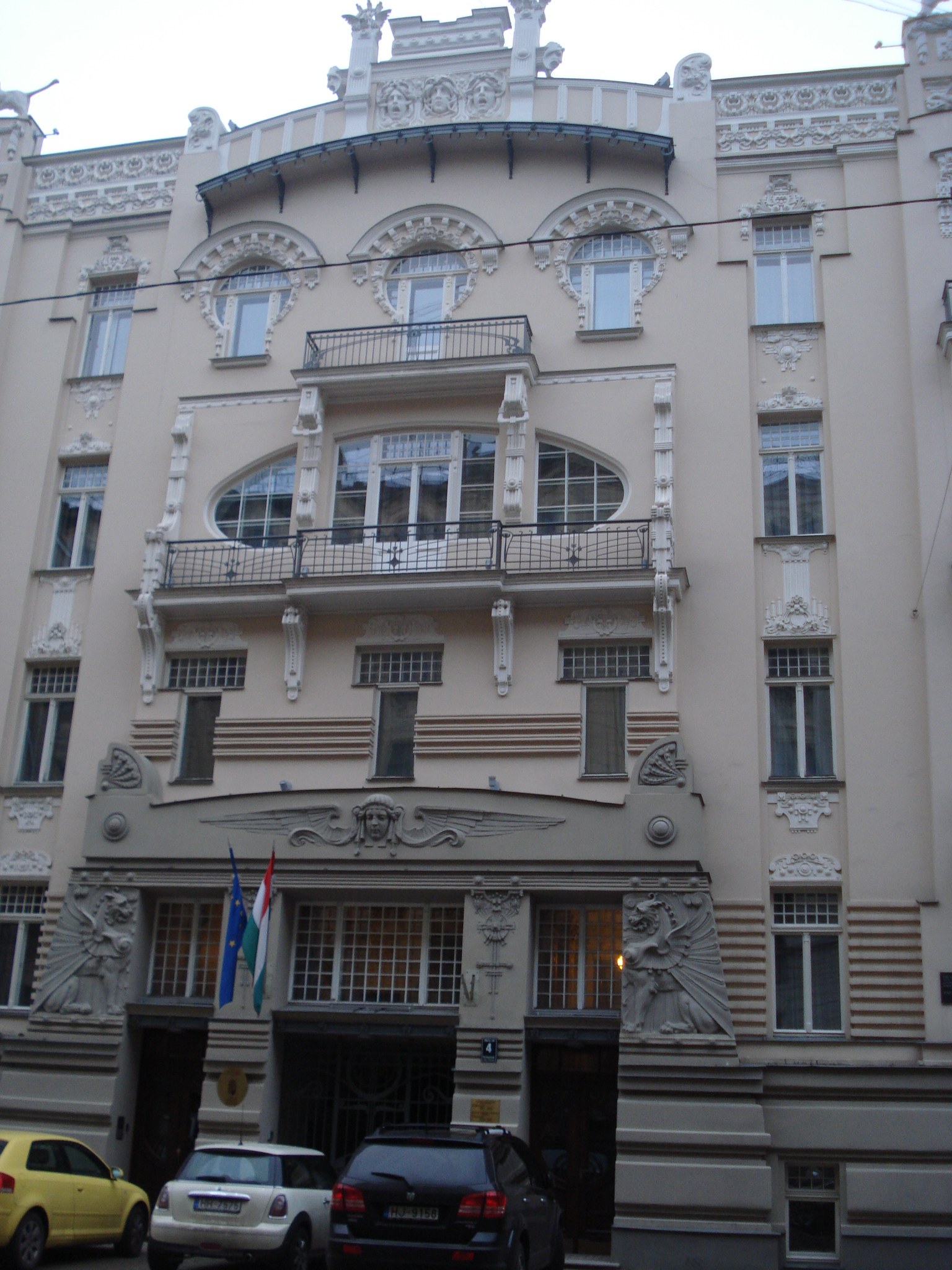
Ambasada Węgier w Rydze

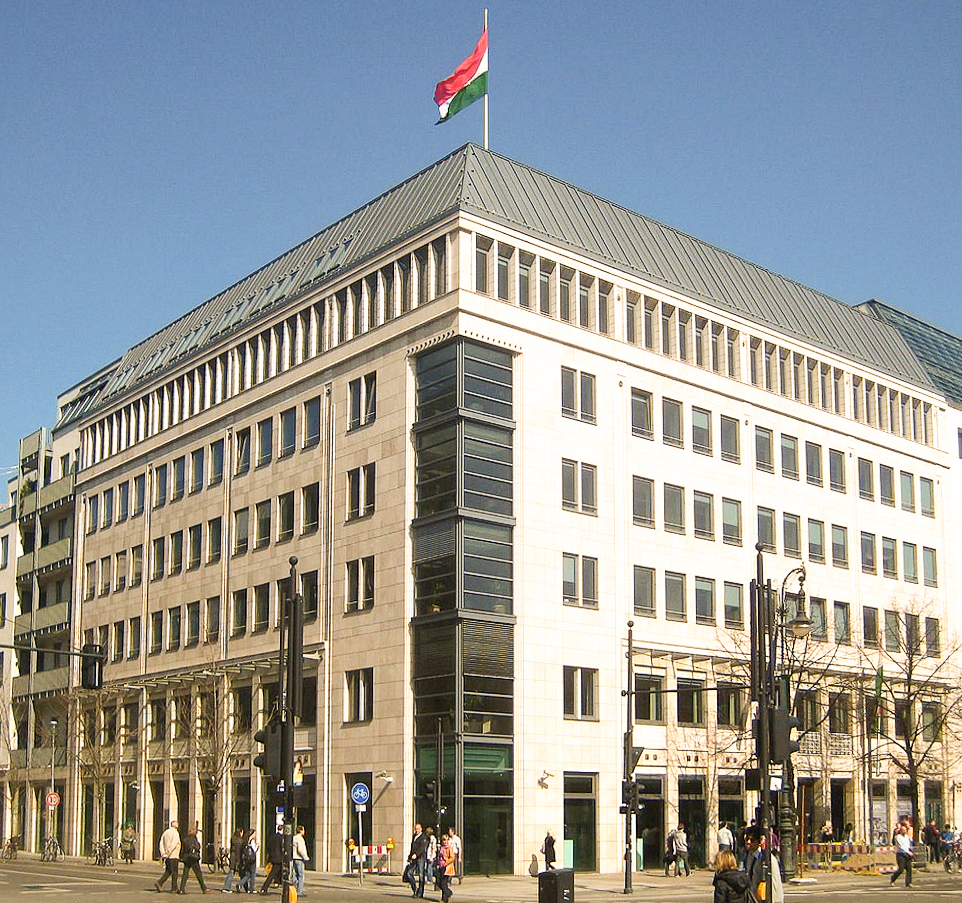
Ambasada Węgier w Berlinie

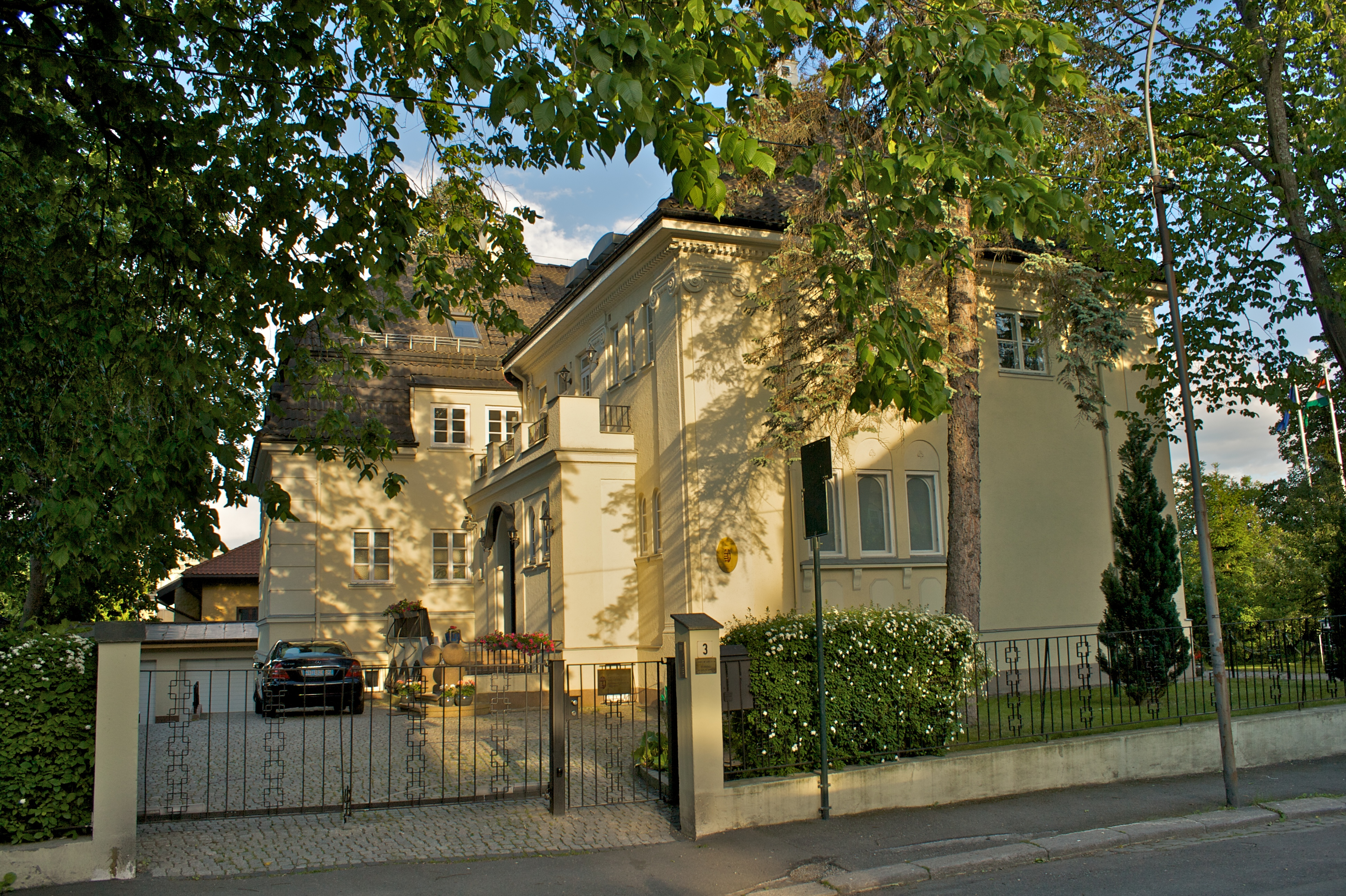
Ambasada Węgier w Oslo

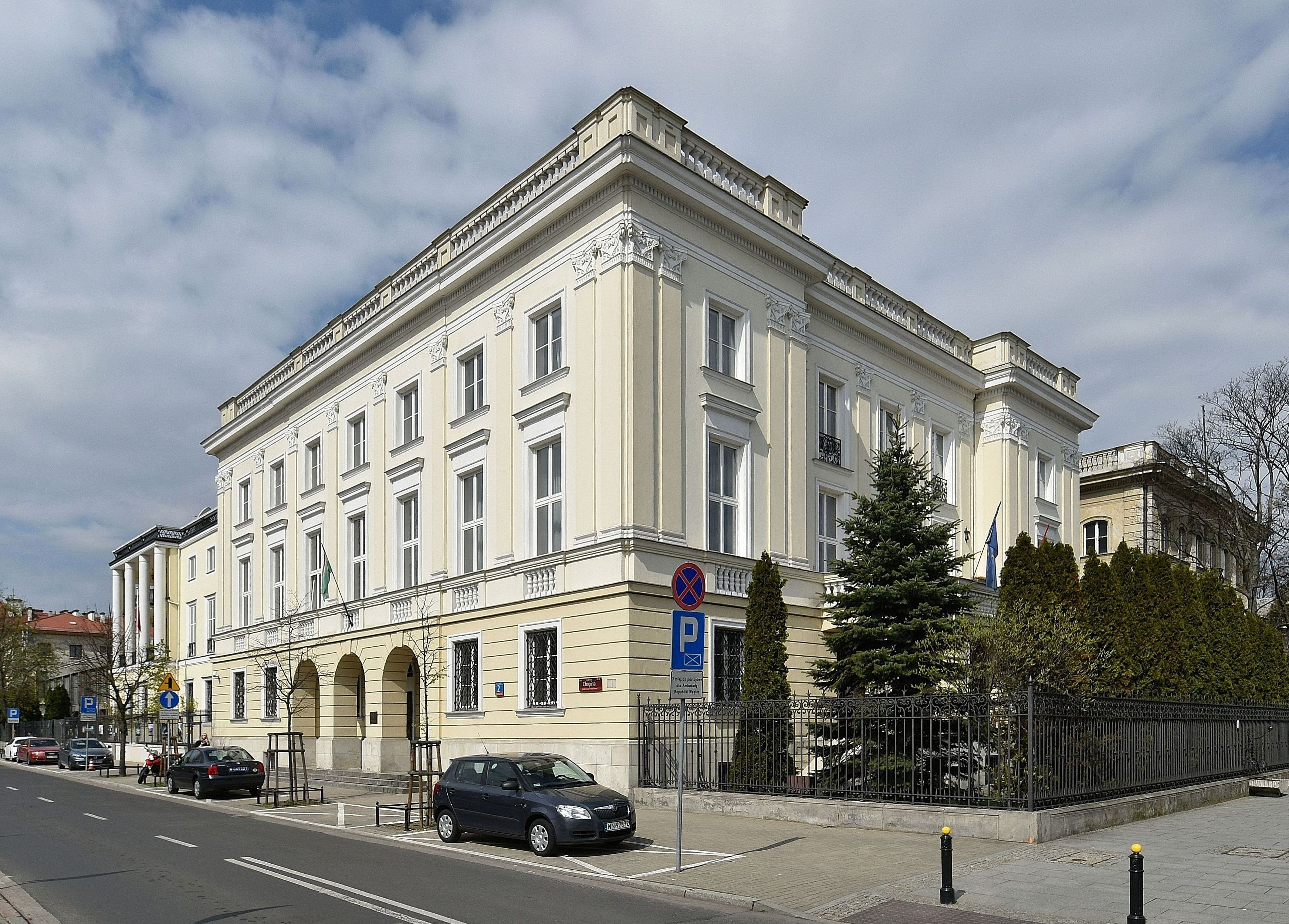
Ambasada Węgier w Warszawie

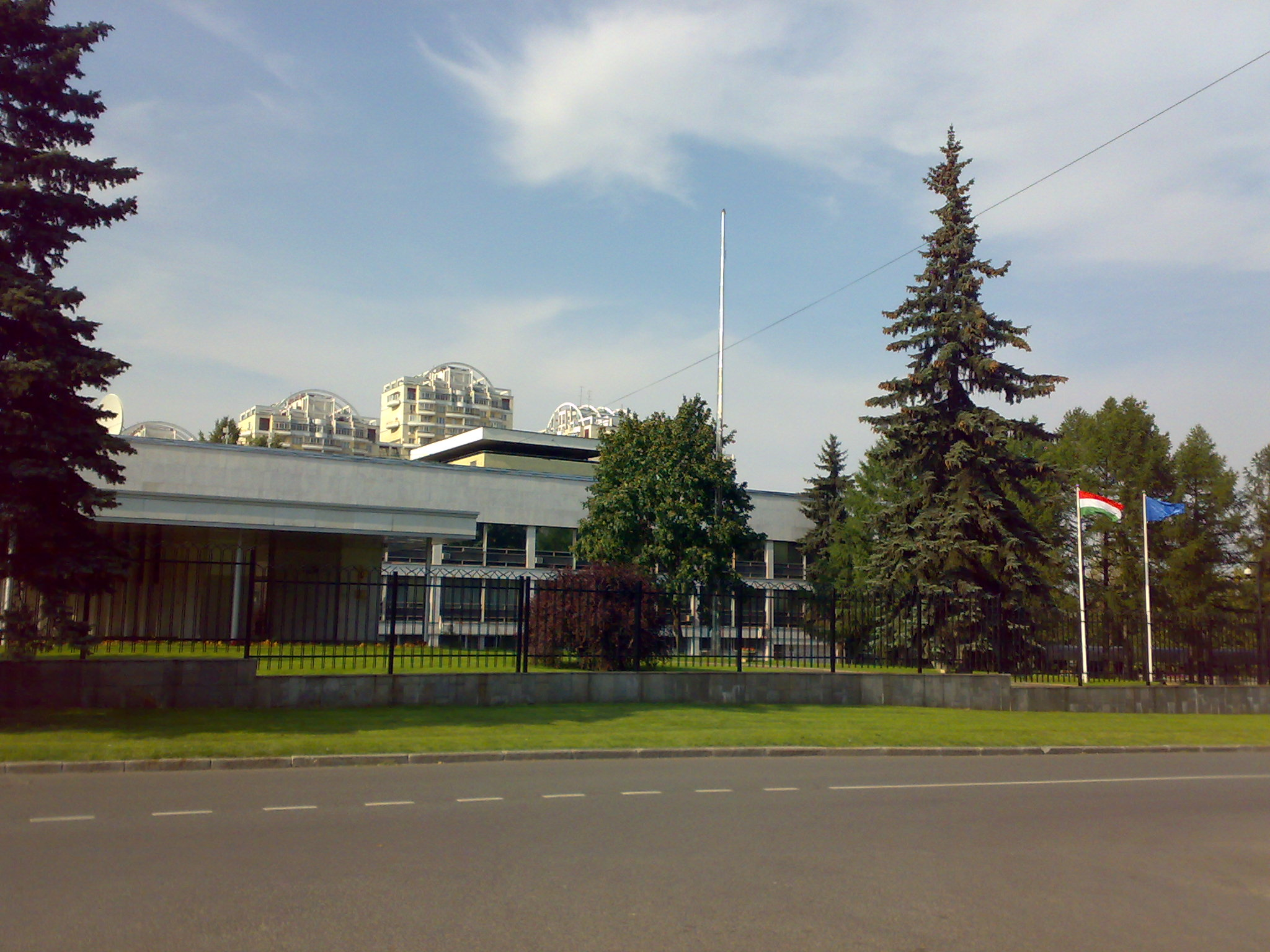
Ambasada Węgier w Moskwie

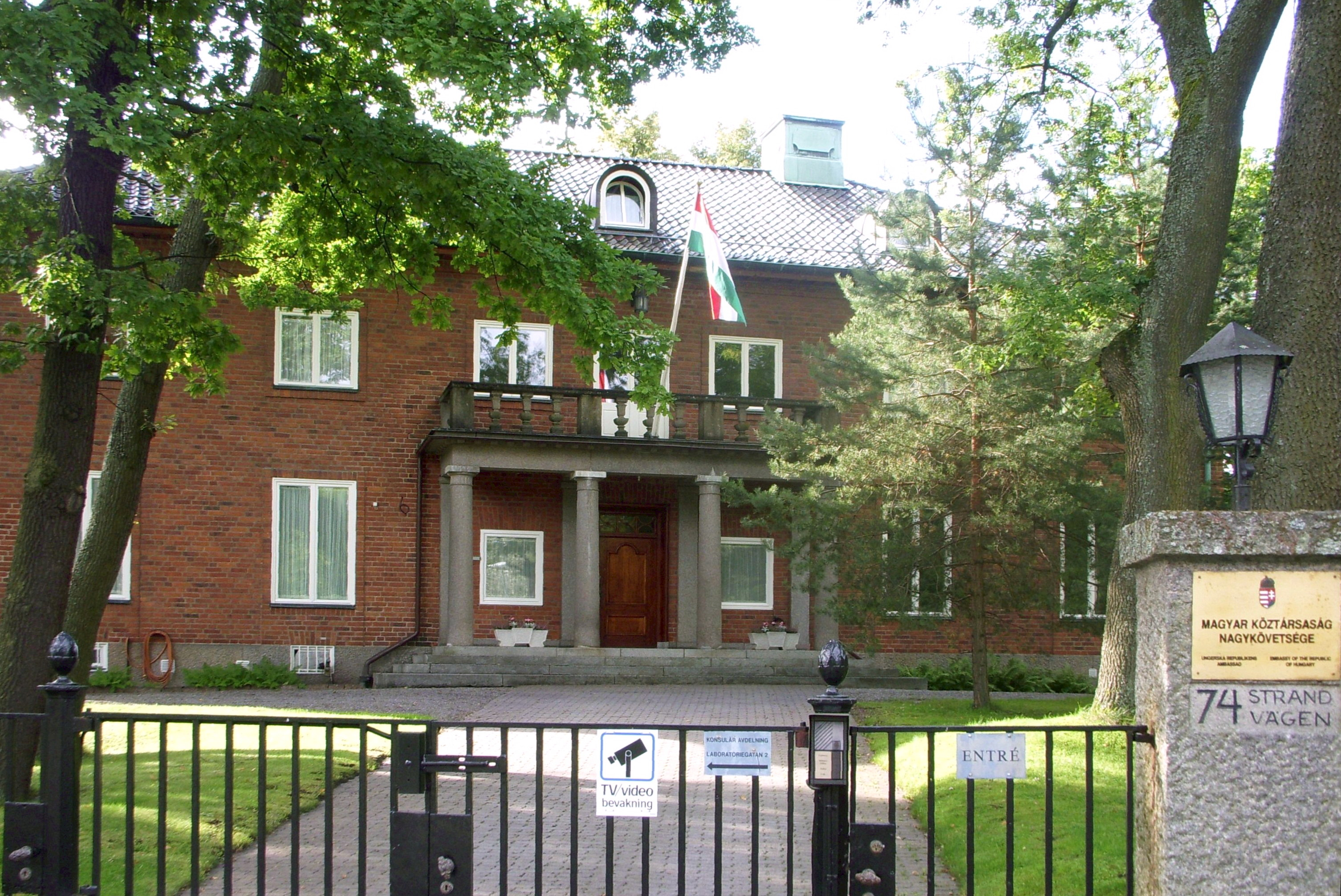
Ambasada Węgier w Sztokholmie

  - Split (Okresowa agencja konsularna)
- Cypr
  - Nikozja (ambasada)
- Czarnogóra
  - Podgorica (ambasada)
- Czechy
  - Praga (ambasada)
- Dania
  - Kopenhaga (ambasada)
- Estonia
  - Tallinn (ambasada)
- Finlandia
  - Helsinki (ambasada)
- Francja
  - Paryż (ambasada)
- Grecja
  - Ateny (ambasada)
- Hiszpania
  - Madryt (ambasada)
  - Barcelona (Konsulat generalny)
- Holandia
  - Haga (ambasada)
- Irlandia
  - Dublin (ambasada)
- Kosowo
  - Prisztina (ambasada)
- Litwa
  - Wilno (ambasada)
- Łotwa
  - Ryga (ambasada)
- Macedonia Północna
  - Skopje (ambasada)
- Mołdawia
  - Kiszyniów (ambasada)
- Niemcy
  - Berlin (ambasada)
  - Monachium (Konsulat generalny)
- Norwegia
  - Oslo (ambasada)
- Polska
  - Warszawa (Ambasada)
- Portugalia
  - Lizbona (ambasada)
- Rosja
  - Moskwa (ambasada)
  - Petersburg (Konsulat generalny)
  - Jekaterynburg (Konsulat generalny)
- Rumunia
  - Bukareszt (ambasada)
  - Kluż-Napoka (Konsulat generalny)
  - Miercurea-Ciuc (Konsulat generalny)
  - Konstanca (Biuro konsularne)
- Serbia
  - Belgrad (ambasada)
  - Subotica (Konsulat generalny)
- Słowacja
  - Bratysława (ambasada)
  - Koszyce (Konsulat generalny)
- Słowenia
  - Lublana (ambasada)
- Stolica Apostolska
  - Rzym (ambasada)
- Szwajcaria
  - Berno (ambasada)
- Szwecja
  - Sztokholm (ambasada)
- Turcja
  - Ankara (ambasada)
  - Stambuł (Konsulat generalny)
- Ukraina
  - Kijów (ambasada)
  - Użhorod (Konsulat generalny)
  - Berehowo (konsulat)
- Wielka Brytania
  - Londyn (ambasada)
- Włochy
  - Rzym (ambasada)
  - Mediolan (Konsulat generalny)

## Ameryka Północna, Środkowa i Karaiby

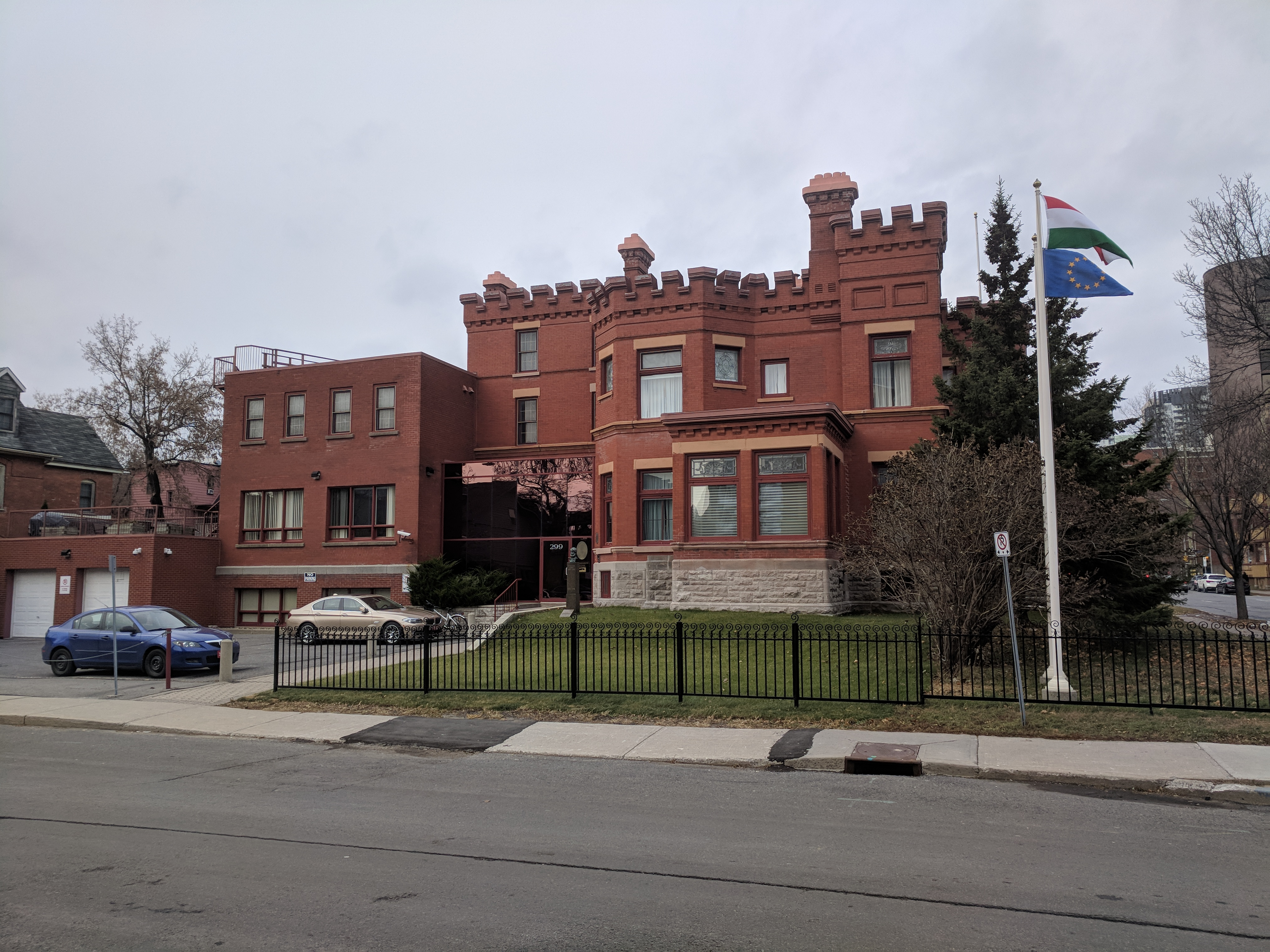
Ambasada Węgier w Ottawie

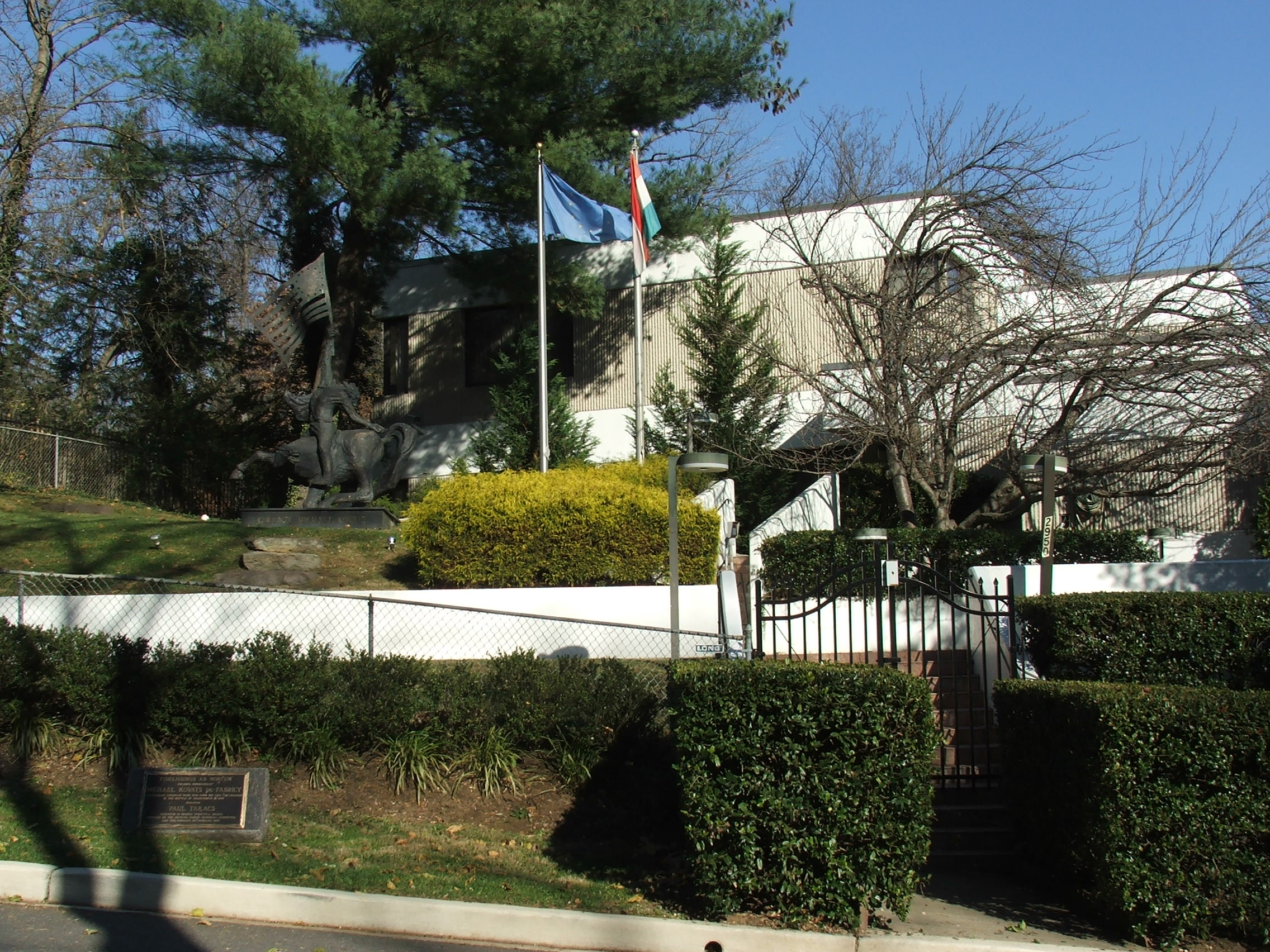
Ambasada Węgier w Waszyngtonie

- Kanada
  - Ottawa (ambasada)
- Kuba
  - Hawana (ambasada)
- Meksyk
  - Meksyk (ambasada)
- Stany Zjednoczone
  - Waszyngton (ambasada)
  - Nowy Jork (Konsulat generalny)
  - Los Angeles (Konsulat generalny)

## Ameryka Południowa
- Argentyna
  - Buenos Aires (ambasada)
- Brazylia
  - Brasília (ambasada)

## Afryka

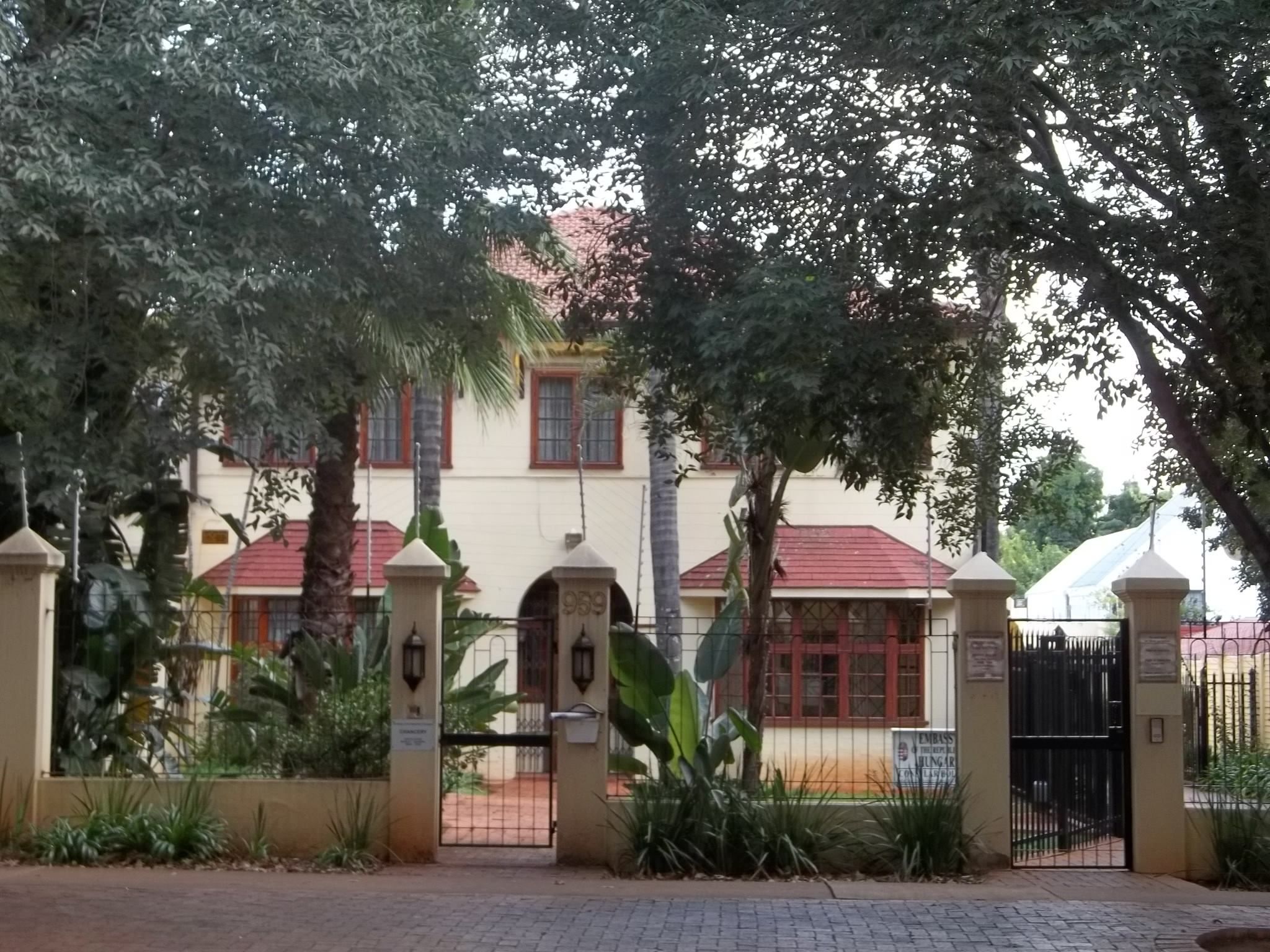
Ambasada Węgier w Pretorii

- Algieria
  - Algier (ambasada)
- Egipt
  - Kair (ambasada)
- Kenia
  - Nairobi (ambasada)
- Libia
  - Trypolis (ambasada)
- Maroko
  - Rabat (ambasada)
- Południowa Afryka
  - Pretoria (ambasada)
- Tunezja
  - Tunis (ambasada)

## Azja
- Afganistan
  - Kabul (ambasada)
- Arabia Saudyjska
  - Rijad (ambasada)
- Azerbejdżan
  - Baku (ambasada)
- Chiny
  - Pekin (ambasada)
  - Szanghaj (Konsulat generalny)
- Gruzja
  - Tbilisi (ambasada)
- Indie
  - Nowe Delhi (ambasada)
- Indonezja
  - Dżakarta (ambasada)
- Irak
  - Bagdad (ambasada)
- Iran
  - Teheran (ambasada)
- Izrael
  - Tel Awiw-Jafa (ambasada)
- Japonia
  - Tokio (ambasada)
- Jordania
  - Amman (ambasada)
- Katar
  - Doha (ambasada)
- Kazachstan
  - Astana (ambasada)
  - Ałmaty (Konsulat generalny)
- Korea Południowa
  - Seul (ambasada)
- Kuwejt
  - Kuwejt (ambasada)
- Liban
  - Bejrut (ambasada)
- Pakistan
  - Islamabad (ambasada)
- Palestyna
  - Ramallah (Przedstawicielstwo)
- Singapur
  - Singapur (ambasada)
- Syria
  - Damaszek (ambasada)
- Tajlandia
  - Bangkok (ambasada)
- Tajwan

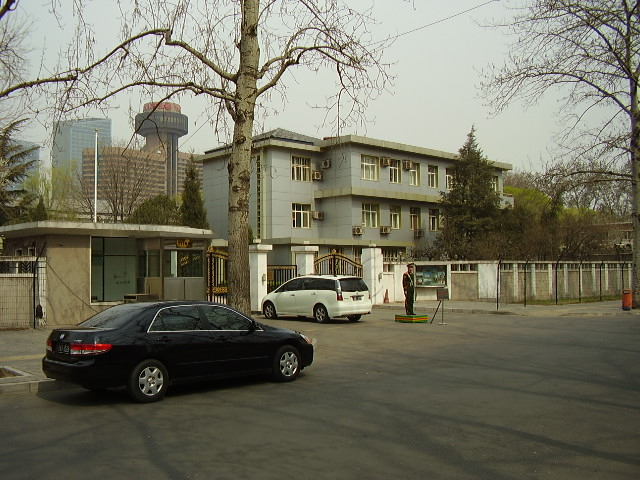
Ambasada Węgier w Pekinie

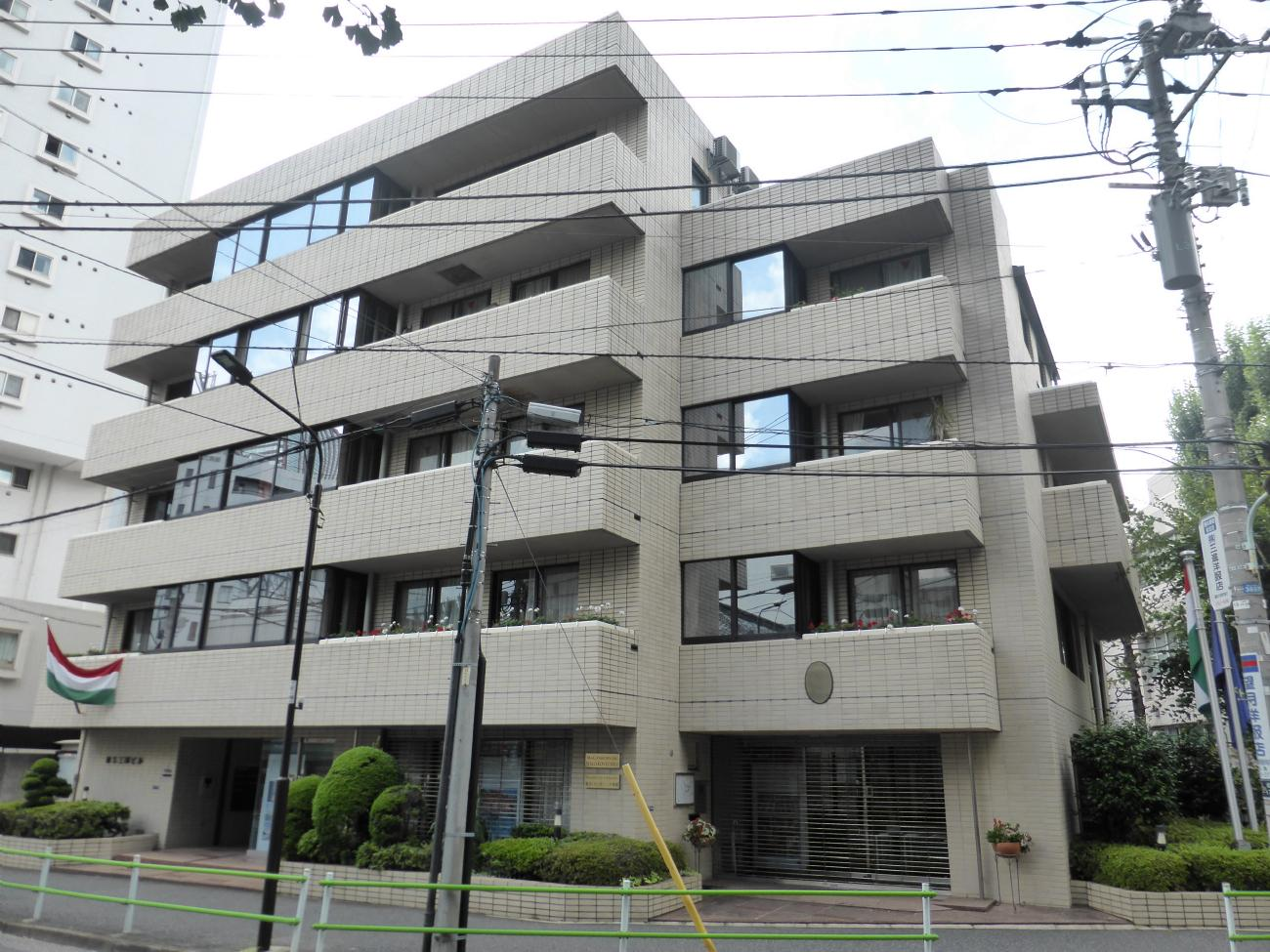
Ambasada Węgier w Tokio

  - Tajpej (Węgierskie Biuro Handlowe)
- Wietnam
  - Hanoi (ambasada)
- Zjednoczone Emiraty Arabskie
  - Abu Zabi (ambasada)

## Australia i Oceania

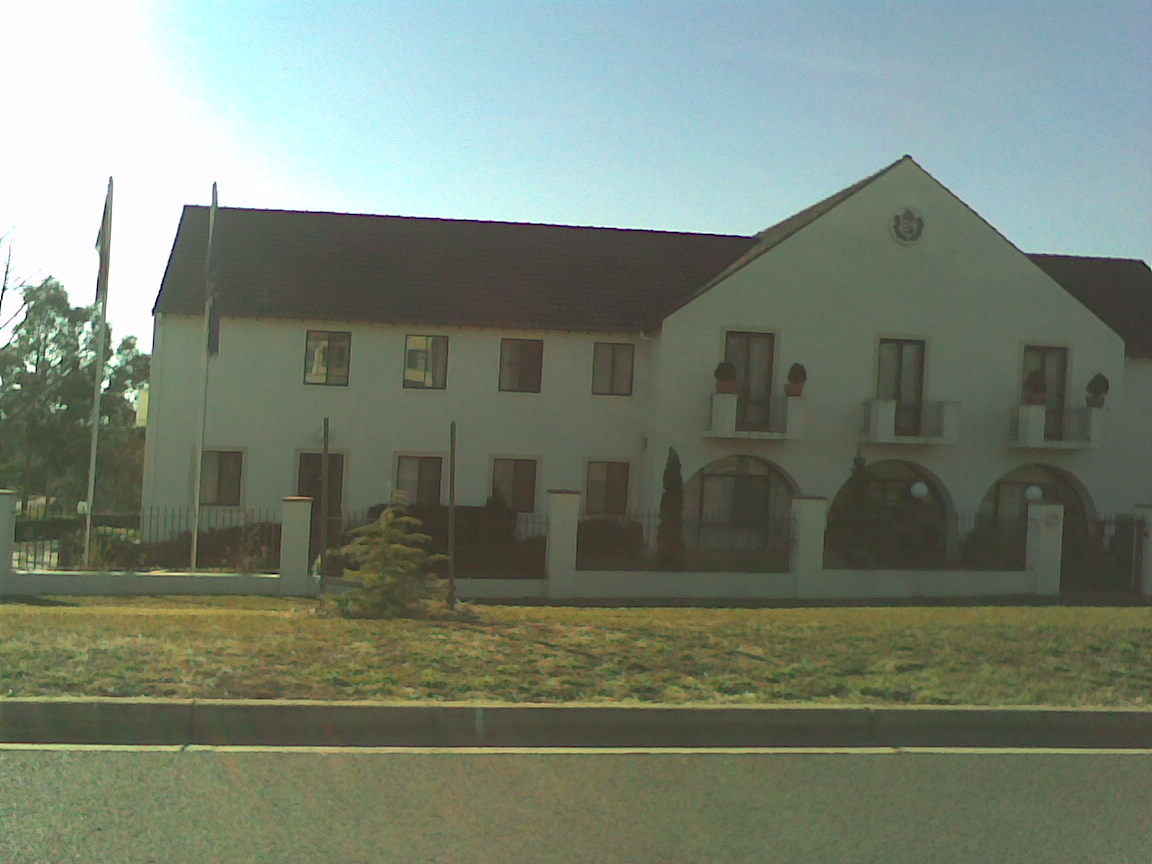
Ambasada Węgier w Canberze

- Australia
  - Canberra (ambasada)

## Organizacje międzynarodowe

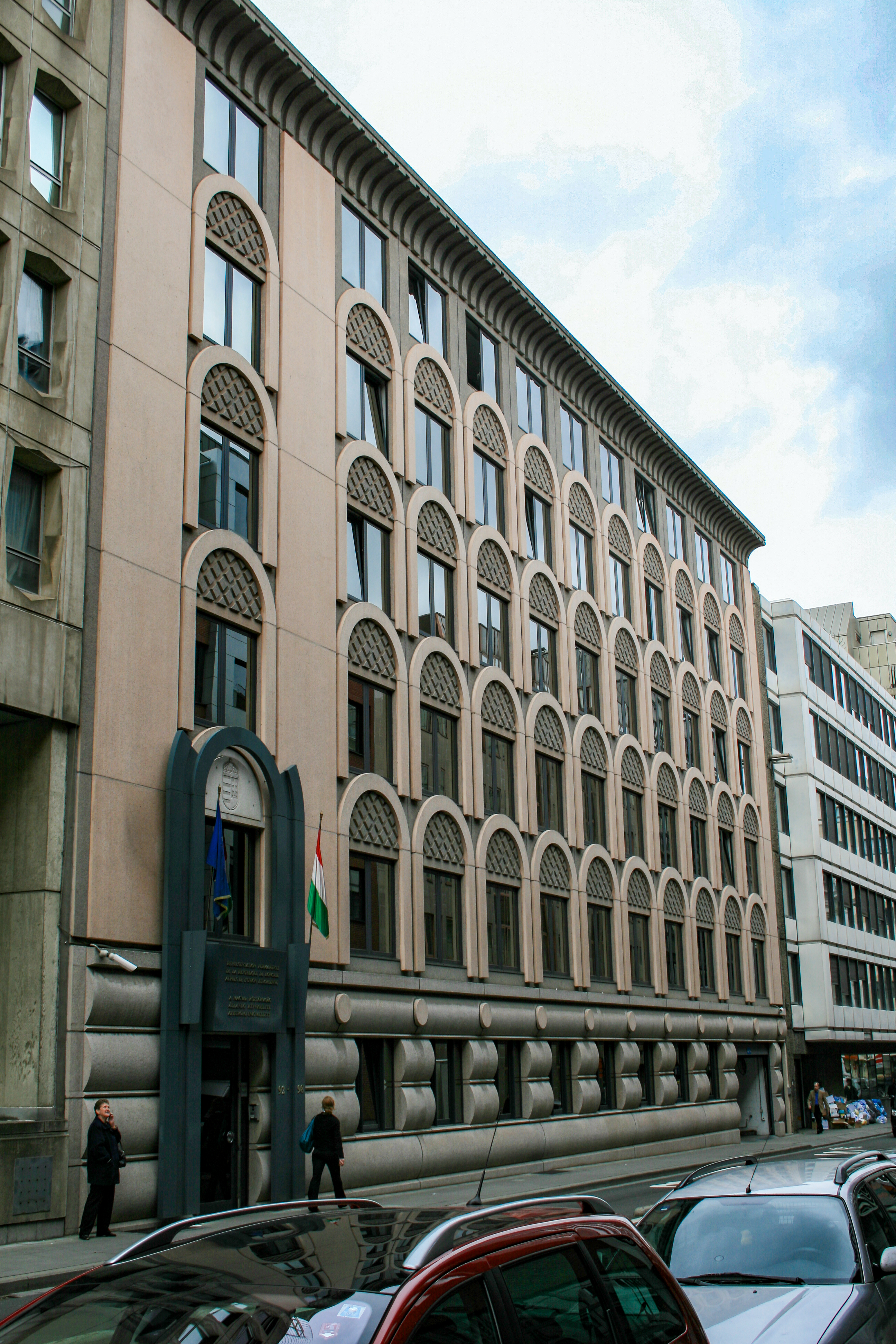
Stałe Przedstawicielstwo Węgier przy Unii Europejskiej

- Nowy Jork – Stałe Przedstawicielstwo przy Organizacji Narodów Zjednoczonych
- Genewa – Stałe Przedstawicielstwo przy Biurze Narodów Zjednoczonych i Światowej Organizacji Handlu
- Paryż – Stałe Przedstawicielstwo przy UNESCO
- Wiedeń – Stałe Przedstawicielstwo przy Biurze Narodów Zjednoczonych i Organizacji Bezpieczeństwa i Współpracy w Europie
- Bruksela – Stałe Przedstawicielstwo przy Unii Europejskiej
- Strasburg – Stałe Przedstawicielstwo przy Radzie Europy